# Suchoi Su-2
Die sowjetische Suchoi Su-2 (russisch Сухой Су-2) war ein zweisitziger Bomber in Gemischtbauweise und zum Zeitpunkt des deutschen Überfalls auf die UdSSR im Jahre 1941 der modernste leichte Bomber der sowjetischen Luftstreitkräfte. Entwickelt wurde es von Pawel Suchoi.

## Geschichte und Einsatz
Die Entwicklung dieses Typs begann nach einer Ausschreibung des Rats für Arbeit und Verteidigung vom 27. Dezember 1936 im von Andrei Tupolew geleiteten ZAGI als Nachfolgemuster für den Doppeldecker R-5. Der erste, mit einem M-62-Motor ausgestattete Prototyp ANT-51 (ANT als Initialen für Andrei Nikolajewitsch Tupolew, Projektbezeichnung Iwanow) flog erstmals am 25. August 1937 mit Michail Gromow am Steuer.
Nachdem Pawel Suchoi sein eigenes Konstruktionsbüro eröffnet hatte, wurden insgesamt drei Versuchsmuster mit unterschiedlichen Triebwerken getestet. Als letztes entstand 1939 die BB-1 (ББ-1 (Ближний Бомбардировщик), Blischni Bombardirowschtschik-1, für „Nahbomber-1“) mit dem Motor M-87A, die 1940 auf den M-88-Motor umgerüstet wurde und als Su-2 in Serie ging. Gegenüber dem in Ganzmetallbauweise konzipierten Prototyp wurde die Serienversion in Gemischtbauweise gefertigt, weil Duralumin nicht in ausreichender Menge zur Verfügung stand. Anfang 1941 folgte eine verbesserte Serienversion mit dem stärkeren M-88B-Triebwerk, die, nachdem man die Bewaffnung von vier auf zwei MG reduziert hatte, auch sechs Raketen RS-82 mitführen konnte.
Ab Herbst 1941 erschien eine Su-2 mit dem ASch-82-Sternmotor. Aus ihr wurde 1942 die Su-4 (BB-3) mit gepanzerter Kabine entwickelt. Diese verfügte über ein stärkeres Triebwerk M-90 mit 2.095 PS (1.541 kW) sowie als Bewaffnung über zwei 12,7-mm- und zwei 7,62-mm-MG. In Serie ging der Typ nicht.
Die Produktion der Su-2 lief bis Herbst 1942 und umfasste 793 Exemplare. Letztlich unterlag das Flugzeug der Il-2, welche insbesondere eine deutlich bessere Panzerung und stärkere Bewaffnung bei geringfügig schlechteren Flugleistungen bot.
Im Kampfeinsatz als Schlachtflugzeug erlitten die Su-2-Staffeln gegen die deutschen Truppen starke Verluste, weshalb die Maschinen ab 1942 aus dem direkten Fronteinsatz gezogen und im Hinterland für Schul- und Schleppaufgaben verwendet wurden. Eine 1940 entwickelte und SchB genannte gepanzerte Schlachtflugzeug-Version (ШБ (Штурмовик Бомбардировщик), Schturmowik Bombardirowschtschik für „Schlacht- und Bombenflugzeug“; andere Bezeichnung: BB-2) mit M-88B-Motor kam über das Prototypenstadium nicht hinaus. Obwohl die Su-2 als leichter Bomber entworfen worden war, wurde sie im Krieg hauptsächlich als Aufklärer eingesetzt.

## Militärische Nutzer
- Sowjetunion: Luftstreitkräfte

## Technische Daten
| Kenngröße             | Tupolew ANT-51 (Туполев АНТ-51) (1. Prototyp)                     | Suchoi BB-1 (Сухой ББ-1) (1940) | Suchoi Su-2 (Сухой Су-2) (1. Serie 1941)                        | Suchoi Su-2 (Сухой Су-2) (2. Serie 1941)                          |
| --------------------- | ----------------------------------------------------------------- | ------------------------------- | --------------------------------------------------------------- | ----------------------------------------------------------------- |
| Besatzung             | 2 (Pilot/Bordschütze)                                             | 2 (Pilot/Bordschütze)           | 2 (Pilot/Bordschütze)                                           | 2 (Pilot/Bordschütze)                                             |
| Länge                 | 9,92 m                                                            | 10,25 m                         | 10,25 m                                                         | 10,46 m                                                           |
| Spannweite            | 14,30 m                                                           | 14,30 m                         | 14,30 m                                                         | 14,30 m                                                           |
| Höhe                  | k. A.                                                             | k. A.                           | 3,94 m                                                          | 3,94 m                                                            |
| Flügelfläche          | 29,0 m²                                                           | 29,0 m²                         | 29,0 m²                                                         | 29,0 m²                                                           |
| Flügelstreckung       | 7,1                                                               | 7,1                             | 7,1                                                             | 7,1                                                               |
| Leermasse             | 2604 kg                                                           | 2930 kg                         | 2970 kg                                                         | 3273 kg                                                           |
| maximale Startmasse   | 3937 kg                                                           | 4360 kg                         | 4375 kg                                                         | 4700 kg                                                           |
| Antrieb               | ein Sternmotor M-62                                               | ein Doppelsternmotor M-88       | ein Doppelsternmotor M-88B                                      | ein Doppelsternmotor ASch-82                                      |
| Startleistung         | 840 PS (618 kW)                                                   | 952 PS (700 kW)                 | 1.000 PS (735 kW)                                               | 1.400 PS (1.030 kW)                                               |
| Höchstgeschwindigkeit | 360 km/h in Bodennähe 403 km/h in 4700 m Höhe                     | 460 km/h                        | 455 km/h in 4400 m Höhe                                         | 430 km/h in Bodennähe 486 km/h in 5850 m Höhe                     |
| Landegeschwindigkeit  | 120 km/h                                                          | k. A.                           | k. A.                                                           | 136 km/h                                                          |
| Steigzeit             | 16,36 min auf 5000 m Höhe                                         | 8,2 min auf 4000 m Höhe         | 12 min auf 5000 m Höhe                                          | 9,8 min auf 5000 m Höhe                                           |
| Dienstgipfelhöhe      | 7440 m                                                            | 8800 m                          | 8400 m                                                          | 8900 m                                                            |
| Reichweite            | 1200 km                                                           | 1200 km                         | 1190 km                                                         | 1100 km                                                           |
| Bewaffnung            | vier starre 7,62-mm-MG SchKAS ein bewegliches Zwillings-MG SchKAS | k. A.                           | zwei starre 7,62-mm-MG SchKAS ein bewegliches 7,62-mm-MG SchKAS | vier starre 7,62-mm-MG SchKAS ein bewegliches Zwillings-MG SchKAS |
| Bombenlast            | 300 kg                                                            | k. A.                           | bis 600 kg oder sechs RS-82-Raketen                             | 400–600 kg oder achtzehn RS-82- oder RS-132-Raketen               |

## Dokumentarfilm
Bombenflugzeug Su-2, Dokumentarfilm der UdSSR, 14. Oktober 1941 (russisch)